# سرژیک تیموریان
سرژیک تیموریان (ارمنی: Սերժիկ Թէյմուրեան؛ ۸ خرداد ۱۳۵۳ – ۸ شهریور ۱۳۹۹) بازیکن فوتبال در پست هافبک ارمنی‌تبار اهل ایران بود. وی عضو باشگاه فوتبال استقلال تهران و برادر بزرگتر آندرانیک تیموریان بود.

## زندگی‌نامه
وی در روز ۸ خرداد ۱۳۵۳ در تهران به دنیا آمد.

## دوران حرفه‌ای ورزشی

### آرارات
تیموریان در جام آزادگان ۱۳۷۴ برای آرارات تهران بازی کرد.

### استقلال

تیموریان در ترکیب استقلال در فصل ۷۷–۱۳۷۶، نفر اول نشسته از چپ.

سرژیک در ۲۶ بازی رسمی برای استقلال به میدان رفت که ۲۳ بازی در لیگ آزادگان، ۲ بازی در جام حذفی، ۱ بازی در جام باشگاه‌های آسیا بودند. نخستین بازی سرژیک در تیم استقلال، مربوط به یک‌هشتم نهایی جام حذفی در سال ۱۳۷۶ (خورشیدی) بود. در دقایقی پس از نخستین حضورش در زمین برای استقلال پشت ضربه پنالتی قرار گرفت که در گل کردن این پنالتی موفق نبود و توپ به تیر دروازه برخورد کرد. تیموریان در لیگ آزادگان ۷۷–۱۳۷۶ به همراه استقلال قهرمان شد. این بازیکن در ۷۸–۱۳۷۷ در لیگ آزادگان نیز حاضر بود. تیموریان یک بازی در جام باشگاه‌های آسیا ۹۹–۱۹۹۸ نیز برای استقلال انجام داد.

### ماینس ۰۵
سرژیک تیموریان در سال ۱۳۷۷ به تیم ماینس ۰۵ آلمان پیوست و در آنجا همبازی یورگن کلوپ و سیروس دین‌محمدی بود. تیموریان ۲ فصل ۱۹۹۹ و ۲۰۰۰ عضو باشگاه فوتبال ماینتس در بوندس لیگا ۲ بود و در مجموع در این ۲ فصل ۶ بار به میدان رفت.

## دوران ملی
تیموریان سابقه بازی در تیم ملی امید ایران را دارد. وی به همراه تیم امید ایران در مسابقات مقدماتی المپیک آتلانتا حاضر بود اما ایران از صعود به المپیک بازماند.

## درگذشت
سرژیک تیموریان در تیرماه ۱۳۹۹ سوار بر موتورسیکلت در نزدیکی چهارراه پارک وی، تهران با یک دستگاه خودرو سواری برخورد کرد و دنده و کبد و کلیه وی به شدت آسیب دید و به کما رفت. او سرانجام ظهر ۸ شهریور ۱۳۹۹ در سن ۴۶ سالگی و در بیمارستان شهدای تجریش درگذشت.

## آمار عملکرد
| عملکرد باشگاهی | عملکرد باشگاهی | عملکرد باشگاهی | لیگ    | لیگ  | حذفی   | حذفی | آسیا   | آسیا | مجموع  | مجموع |
| باشگاه         | فصل            | دسته           | بازی‌ها | گل‌ها | بازی‌ها | گل‌ها | بازی‌ها | گل‌ها | بازی‌ها | گل‌ها  |
| -------------- | -------------- | -------------- | ------ | ---- | ------ | ---- | ------ | ---- | ------ | ----- |
| آرارات تهران   | ۱۳۷۴           | لیگ آزادگان    |        |      |        |      | —      | —    |        |       |
| استقلال تهران  | ۷۶–۱۳۷۵        | لیگ آزادگان    | ۰      | ۰    | ۱      | ۰    | ۰      | ۰    | ۱      | ۰     |
| استقلال تهران  | ۷۷–۱۳۷۶        | لیگ آزادگان    | ۱۸     | ۰    | ۰      | ۰    | —      | —    | ۱۸     | ۰     |
| استقلال تهران  | ۷۸–۱۳۷۷        | لیگ آزادگان    | ۵      | ۰    | ۱      | ۰    | ۱      | ۰    | ۷      | ۰     |
| ماینتس ۰۵      | ۹۹–۱۹۹۸        | بوندس‌لیگا ۲    | ۴      | ۰    | ۰      | ۰    | —      | —    | ۴      | ۰     |
| ماینتس ۰۵      | ۲۰۰۰–۱۹۹۹      | بوندس‌لیگا ۲    | ۲      | ۰    | ۲      | ۰    | —      | —    | ۲      | ۰     |
| مجموع          | مجموع          | مجموع          |        |      |        |      | ۱      | ۰    |        |       |

## افتخارات

### باشگاهی

##### استقلال
- لیگ فوتبال ایران (۱): ۷۷–۱۳۷۶